# Bill Nelson
Clarence William Nelson II, detto Bill (Miami, 29 settembre 1942), è un politico ed ex astronauta statunitense, Amministratore della NASA dal 2021 al 2025 nell'amministrazione Biden ed in precedenza senatore per lo stato della Florida dal 2001 al 2019. Ancor prima, Nelson ha servito come membro della Camera dei Rappresentanti per lo stato della Florida dal 1979 al 1991 e come rappresentante statale dal 1972 al 1978.
Volò come specialista di carico a bordo dello Space Shuttle durante la missione STS-61-C.
Venne eletto senatore per il Partito Democratico in Florida alle elezioni parlamentari del 2000, entrando in carica il 3 gennaio 2001. Rieletto per altri due mandati nel 2006 e nel 2012, si ricandidò per un quarto mandato nel 2018 ma venne sconfitto di misura dal repubblicano Rick Scott.
Nel 2021 stato nominato amministratore della NASA dal Presidente degli Stati Uniti Joe Biden, con l'approvazione unanime del Senato federale. Nelson è succeduto così a Jim Bridenstine diventando il 14° amministratore dell'Agenzia spaziale statunitense. È rimasto in carica fino al 20 gennaio 2025 dopo 52 anni di servizio pubblico, in concomitanza con l'inizio del secondo mandato da presidente degli Stati Uniti di Donald Trump.